# Prefenato deidrogenasi
La prefenato deidrogenasi è un enzima appartenente alla classe delle ossidoreduttasi, che catalizza la seguente reazione:
prefenato + NAD+ ⇄ 4-idrossifenilpiruvato + CO2 + NADH
L'enzima presente nei batteri enterici possiede anche un'attività corismato mutasica, in grado di convertire il corismato in prefenato.